# Walter Donaldson (snookerzysta)
Walter Donaldson (ur. 1907 w Coatbridge, zm. 1973 w Buckinghamshire) – szkocki snookerzysta.
Czołowy zawodnik na świecie na przełomie lat 40. i 50., zdobywca dwóch tytułów mistrza świata. W latach 1947–1954 nieprzerwanie brał udział w decydującej rozgrywce o tytuł mistrzowski, a jego przeciwnikiem był Fred Davis. W 1947 Donaldson niespodziewanie zdobył tytuł, jako dopiero drugi snookerzysta w historii, po erze absolutnej dominacji Joe Davisa.
1948 i 1949 przegrywał finały mistrzostw z Fredem Davisem, wziął udany rewanż w 1950, odzyskując na rok tytuł. W kolejnych latach zwyciężał już tylko F.Davis, najpierw w tradycyjnym turnieju w 1951, następnie w latach 1952–1954 w nowym cyklu rozgrywek – World Matchplay Championship.
W połowie lat 50. Donaldson zakończył karierę snookerową.